# Ashley Harkleroad
Ashley Harkleroad (Rossville, Georgia, 1985. május 2. –) párosban junior Grand Slam-tornagyőztes visszavonult amerikai teniszezőnő.
2000–2012 közötti profi pályafutása során nem sikerült WTA-tornát nyernie, de egy alkalommal egyéniben, és négy alkalommal párosban döntőt játszott. Nyolc egyéni és öt páros ITF-tornát nyert meg. Legmagasabb világranglista-helyezése egyéniben és párosban is a 39. helyezés volt, amit 2003. június 9-én, illetve 2007. január 29-én ért el.
Juniorként az argentin Gisela Dulko párjaként megnyerte a 2001-es wimbledoni teniszbajnokság lányok páros versenyét. Egyéniben döntőt játszott a 2002-es Roland Garros junior lányok tornáján. Felnőtt pályafutása során a legjobb Grand Slam-tornaeredménye egyéniben a 2003-as Roland Garroson, valamint a 2007-es Australian Openen elért harmadik kör. Párosban a 2007-es Australian Openen és a 2008-as Roland Garroson a negyeddöntőig jutott.
2008-ban tagja volt a Fed-kupa világcsoport negyeddöntőjében győztes amerikai válogatottnak.
A WTA történetében ő volt az első versenyző, aki sikerrel kérte ki a sólyomszem felvételét annak bevezetésekor 2006-ban a Jamea Jackson elleni mérkőzésen.
2008-ban terhessége miatt visszalépett a US Opentől, és 2009. március 30-án megszületett első gyermeke, Charlie. 2010-ben visszatért a profi tenisz világába, de ebben az évben ismét teherbe esett, és 2011. április 4-én született meg kislánya Loretta Lynn. Férje Chuck Adams egykori profi teniszező.
2012-ben mondott végleg búcsút a profi tenisznek, és a Tennis Channel sportcsatorna szakkommentátora lett.

## Junior Grand Slam döntői

### Egyéni

#### Elveszített döntői (1)
| Év   | Bajnokság     | Borítás | Ellenfél          | Eredmény      |
| ---- | ------------- | ------- | ----------------- | ------------- |
| 2002 | Roland Garros | Salak   | Angelique Widjaja | 6–3, 1–6, 4–6 |

### Páros

#### Győzelmek (1)
| Év   | Bajnokság | Borítás | Partner      | Ellenfél                                | Eredmény |
| ---- | --------- | ------- | ------------ | --------------------------------------- | -------- |
| 2001 | Wimbledon | Fű      | Gisela Dulko | Christina Horiatopoulos Bethanie Mattek | 6–3, 6–1 |

## WTA-döntői

### Egyéni

#### Elveszített döntői (1)
| Összesítés           |                        |
| Grand Slam-torna (0) |                        |
| Tier I (0)           | Premier Mandatory* (0) |
| Tier II (0)          | Premier Five* (0)      |
| Tier III (0)         | Premier* (0)           |
| Tier IV (0)          | International* (0)     |
| Tier V (0)           | Challenger* (0)        |

* 2009-től megváltozott a tornák rendszere. Challenger tornákat 2012-től rendeznek.
 Az egymás mellett azonos színnel jelölt tornatípusok között nincs teljes mértékű megfelelés.
| No. | Dátum            | Helyszín              | Borítás | Ellenfél a döntőben | Eredmény a döntőben |
| 1.  | 2004. január 10. | ASB Classic, Auckland | Kemény  | Eléni Danjilídu     | 3–6, 2–6            |

### Páros

#### Elveszített döntői (4)
|    | Dátum                | Torna                                              | Borítás    | Partner         | Ellenfelek a döntőben                    | Eredmény a döntőben |
| 1. | 2003. szeptember 29. | Japan Open, Tokió                                  | Kemény     | Ansley Cargill  | Marija Sarapova Tamarine Tanasugarn      | 6–7(1), 0–6         |
| 2. | 2005. november 6.    | Bell Challenge, Québec                             | Kemény (f) | Līga Dekmeijere | Anasztaszija Rogyionova Jelena Vesznyina | 7–6(7–4), 4–6, 2–6  |
| 3. | 2006. május 14.      | ECM Prague Open, Prága                             | Salak      | Bethanie Mattek | Marion Bartoli Sahar Peér                | 4–6, 4–6            |
| 4. | 2006. május 21.      | Grand Prix de SAR La Princesse Lalla Meryem, Rabat | Salak      | Bethanie Mattek | Cseng Csie Jen Ce                        | 1–6, 3–6            |

## ITF döntői
| Díjazás          |
| ---------------- |
| $100,000 verseny |
| $75,000 verseny  |
| $50,000 verseny  |
| $25,000 verseny  |
| $15,000 verseny  |
| $10,000 verseny  |

### Egyéni

#### Győzelmei (8)
| No. | Dátum               | Torna                           | Borítás | Ellenfél            | Eredmény      |
| --- | ------------------- | ------------------------------- | ------- | ------------------- | ------------- |
| 1.  | 2002. július 7.     | Los Gatos, Egyesült Államok     | Kemény  | Tzipi Obziler       | 6–2, 6–2      |
| 2.  | 2002. augusztus 18. | Bronx, Egyesült Államok         | Kemény  | Ľubomíra Kurhajcová | 6–1, 6–3      |
| 3.  | 2005. július 17.    | Louisville, Egyesült Államok    | Kemény  | Séverine Brémond    | 4–6, 7–5, 6–0 |
| 4.  | 2005. augusztus 7.  | Washington, Egyesült Államok    | Kemény  | Olga Pucskova       | 6–2, 6–1      |
| 5.  | 2006. október 15.   | San Francisco, Egyesült Államok | Kemény  | Clarisa Fernández   | 6–2, 6–3      |
| 6.  | 2007. október 14.   | San Francisco, Egyesült Államok | Kemény  | Sunitha Rao         | 6–1, 6–2      |
| 7.  | 2007. november 11.  | Pittsburgh, Egyesült Államok    | Kemény  | Olga Pucskova       | 4–6, 6–4, 6–3 |
| 8.  | 2007. november 18.  | La Quinta, Egyesült Államok     | Kemény  | Stéphanie Dubois    | 6–3, 7–6(6)   |

#### Elveszített döntői (5)
| No. | Dátum                | Torna                          | Borítás | Ellenfél           | Eredmény         |
| --- | -------------------- | ------------------------------ | ------- | ------------------ | ---------------- |
| 1.  | 2001. május 6.       | Dothan, Egyesült Államok       | Salak   | Irina Szeljutyina  | 4–6, 2–6         |
| 2.  | 2002. május 12.      | Sea Island, Egyesült Államok   | Salak   | Czink Melinda      | 1–6, 7–5, 3–6    |
| 3.  | 2002. szeptember 22. | Columbus, Egyesült Államok     | Kemény  | Lindsay Lee-Waters | 6–1, 1–6, 6–7(9) |
| 4.  | 2005. július 10.     | College Park, Egyesült Államok | Kemény  | Camille Pin        | 6–2, 2–6, 3–6    |
| 5.  | 2008. február 10.    | Midland, Egyesült Államok      | Kemény  | Laura Granville    | 1–6, 1–6         |

### Páros

#### Győzelmek (5)
| $100,000 torna |
| $75,000 torna  |
| $50,000 torna  |
| $25,000 torna  |
| $10,000 torna  |

| No. | Dátum              | Torna                             | Borítás    | Partner            | Ellenfelek a döntőben                 | Eredmény a döntőben |
| 1.  | 2002. május 12.    | Sea Island, Egyesült Államok      | Salak      | Tanner Cochran     | Courtenay Chapman Lindsay Lee-Waters  | 6–3, 6–2            |
| 2.  | 2005. május 8.     | Raleigh, Egyesült Államok         | Salak      | Lindsay Lee-Waters | Maria Fernanda Alves Stéphanie Dubois | 6–2, 0–6, 6–3       |
| 3.  | 2005. május 15.    | Charlottesville, Egyesült Államok | Salak      | Lindsay Lee-Waters | Samantha Reeves Christina Wheeler     | 6-4 7-5             |
| 4.  | 2007. november 18. | La Quinta, Egyesült Államok       | Kemény     | Christina Fusano   | Angela Haynes Mashona Washington      | 6-4 2-6 [11-9]      |
| 5.  | 2008. február 10.  | Midland, Egyesült Államok         | Kemény (f) | Shenay Perry       | Surina De Beer Fudzsivara Rika        | 3-6 6-4 [10-6]      |

#### Elveszített döntői (6)
| No. | Dátum                | Torna                          | Borítás    | Partner               | Ellenfelek a döntőben              | Eredmény a döntőben |
| 1.  | 2001. október 7.     | Fresno, Egyesült Államok       | Kemény     | Marie-Ève Pelletier   | Clarisa Fernández Samantha Reeves  | 2-6 6-4 5-7         |
| 2.  | 2002. szeptember 22. | Columbus, Egyesült Államok     | Kemény     | Teryn Ashley          | Lisa McShea Irina Szeljutyina      | játék nélkül        |
| 3.  | 2005. július 10.     | College Park, Egyesült Államok | Kemény     | Szvetlana Krivencseva | María José Argeri Letícia Sobral   | 4-6 6-3 6-7(1)      |
| 4.  | 2005. november 13.   | Pittsburgh, Egyesült Államok   | Kemény (f) | Bethanie Mattek       | Teryn Ashley Carly Gullickson      | 1-6 0-6             |
| 5.  | 2006. október 1.     | Ashland, Egyesült Államok      | Kemény     | Szávay Ágnes          | Julie Ditty Milagros Sequera       | 3-6 7-5 2-6         |
| 6.  | 2006. november 12.   | Pittsburgh, Egyesült Államok   | Kemény (f) | Galina Voszkobojeva   | Stéphanie Dubois Alisza Klejbanova | 4-6 7-5 1-6         |

## Eredményei Grand Slam-tornákon

### Egyéni
| Grand Slam | Australian Open | Australian Open    | Roland Garros | Roland Garros        | Wimbledon | Wimbledon       | US Open  | US Open         |
| Év         | Eredmény        | Utolsó ellenfél    | Eredmény      | Utolsó ellenfél      | Eredmény  | Utolsó ellenfél | Eredmény | Utolsó ellenfél |
| 2001       | –               | –                  | –             | –                    | –         | –               | 1. kör   | Meilen Tu       |
| 2002       | –               | –                  | –             | –                    | –         | –               | 1. kör   | Iva Majoli      |
| 2003       | Selejtező (Q2)  | Selejtező (Q2)     | 3. kör        | Magüi Serna          | 1. kör    | Marija Sarapova | 2. kör   | Vera Zvonarjova |
| 2004       | 1. kör          | Venus Williams     | 2. kör        | Tetyana Perebijnyisz | 1. kör    | Els Callens     | –        | –               |
| 2005       | –               | –                  | –             | –                    | 1. kör    | Jill Craybas    | 1. kör   | Fabiola Zuluaga |
| 2006       | 2. kör          | Marija Sarapova    | 2. kör        | Katarina Srebotnik   | 2. kör    | Marija Sarapova | 1. kör   | Tatiana Golovin |
| 2007       | 3. kör          | Daniela Hantuchová | 2. kör        | Venus Williams       | 1. kör    | Roberta Vinci   | 1. kör   | Raluca Olaru    |
| 2008       | 1. kör          | Virginie Razzano   | 2. kör        | Serena Williams      | 1. kör    | Amélie Mauresmo | –        | –               |

### Páros
| Grand Slam | Australian Open                 | Australian Open                    | Roland Garros                   | Roland Garros                       | Wimbledon                   | Wimbledon                          | US Open                    | US Open                        |
| Év         | Eredmény Partner                | Utolsó ellenfél                    | Eredmény Partner                | Utolsó ellenfél                     | Eredmény Partner            | Utolsó ellenfél                    | Eredmény Partner           | Utolsó ellenfél                |
| 2001       | −                               | −                                  | −                               | −                                   | −                           | −                                  | 1. kör Bethanie Mattek     | Whitney Laiho Jessica Lehnhoff |
| 2002       | −                               | −                                  | −                               | −                                   | −                           | −                                  | 3. kör Ansley Cargill      | V Ruano Pascual Paola Suárez   |
| 2003       | 1. kör Patricia Tarabini        | Conchita Martínez Nagyja Petrova   | 1. kör Marissa Irvin            | Bianka Lamade Martina Müller        | 1. kör Tetyana Perebijnyisz | Jelena Dokić Nagyja Petrova        | 1. kör Gisela Dulko        | Carly Gullickson Sarah Taylor  |
| 2004       | 1. kör Ansley Cargill           | Barbara Schett Patty Schnyder      | −                               | −                                   | Selejtező (Q1)              | Selejtező (Q1)                     | −                          | −                              |
| 2005       | −                               | −                                  | −                               | −                                   | −                           | −                                  | 1. kör L Lee-Waters        | A-L Grönefeld M Navratilova    |
| 2006       | −                               | −                                  | 1. kör Bethanie Mattek          | Gisela Dulko Marija Kirilenko       | 3. kör Jarmila Gajdošová    | Juliana Fedak Tetyana Perebijnyisz | 3. kör Galina Voszkobojeva | Jen Ce Cseng Csie              |
| 2007       | Negyeddöntő Galina Voszkobojeva | Csan Jung-zsan Csuang Csia-zsung   | 1. kör M Koritceva              | Martina Müller Gabriela Navrátilová | 1. kör Cipórá Obzíler       | Peng Suaj Jen Ce                   | 2. kör Vera Zvonarjova     | Stéphanie Foretz J Svedova     |
| 2008       | 1. kör Cipórá Obzíler           | Laura Granville Vladimíra Uhlířová | Negyeddöntő Galina Voszkobojeva | A Bondarenko K Bondarenko           | 1. kör Galina Voszkobojeva  | Lisa Raymond Samantha Stosur       | −                          | −                              |

## Év végi világranglista-helyezései
| Év     | 2000 | 2001 | 2002 | 2003 | 2004 | 2005 | 2006 | 2007 | 2008 | 2009 | 2010  |
| Egyéni | 648. | 264. | 115. | 51.  | 124. | 117. | 86.  | 76.  | 121. | –    | 1014. |
| Páros  | –    | 329. | 134. | 86.  | 427. | 121. | 55.  | 95.  | 116. | –    | –     |